# Frederik Willem I van Hessen-Kassel
Frederik Willem I (Hanau, 20 augustus 1802 - Praag, 6 januari 1875) was van 1847 tot 1866 de laatste keurvorst van Hessen-Kassel.

## Leven
Hij werd in 1802 geboren als zoon van keurprins Willem, de latere keurvorst Willem II, en Augusta van Pruisen, dochter van Frederik Willem II. Gedurende de Franse bezetting van Hessen-Kassel (1806-1813) verbleef hij met zijn moeder in Berlijn. Na studies te Marburg en Leipzig hield hij zich, omdat hij met zijn vader vanwege diens verhouding met Emilie Ortlöpp op gespannen voet leefde, in Marburg en Bonn op.
Vader en zoon verzoenden zich nadat Willem II in 1830 een beroerte had gekregen. Toen de affaire-Ortlöpp in 1831 escaleerde en de maîtresse uit de hoofdstad Kassel werd verdreven, benoemde Willem II, die haar volgde naar Hanau, Frederik Willem tot regent (30 september 1831). Als zodanig verwierf hij zich door zijn daadkracht enige populariteit. Zijn morganatische huwelijk (26 juni 1831) met de gescheiden Gertrude Falkenstein, dat zijn moeder Augusta weigerde te erkennen, was kort daarna echter aanleiding voor onrust. Onder invloed van minister Ludwig Hassenpflug sloeg hij hierop een reactionaire richting in die hem in voortdurend conflict met de volksvertegenwoordiging bracht.
Hij besteeg na de dood van zijn vader (20 november 1847) de troon van Hessen-Kassel. In de Maartrevolutie van het jaar daarop zag hij zich gedwongen toe te geven aan de eisen van het volk door uit de constitutionele oppositie een nieuwe regering samen te stellen. Toen de reactie begin 1850 in Duitsland weer vaste voet aan de grond kreeg, ontsloeg hij dit ministerie echter weer en stelde hij de reactionaire Hassenpflug weer aan. Na vergeefse pogingen zelf de orde te herstellen vroeg hij de Duitse Bond om hulp. Nadat bondstroepen de opstand hadden neergeslagen keerde Frederik Willem op 27 december 1850 naar Kassel terug.
Hij stelde hierna de grondwet van 1831 buiten werking en legde op 13 april 1852 een nieuwe op. Ondanks aandringen van Pruisen aan de wens van het volk tegemoet te komen door de oude grondwet te herstellen, stelde de hij in 1860 wederom een nieuwe grondwet in, die de volksvertegenwoordiging echter afkeurde. Pruisen en Oostenrijk achtten nu de tijd rijp tegen het regime van de algemeen verachte Frederik Willem in te grijpen door de Duitse Bond te laten verzoeken de grondwet van 1831 weer in te voeren. Uiteindelijk gaf de keurvorst pas na dreigementen met een Pruisische invasie toe.
In het conflict tussen Pruisen en Oostenrijk over de hegemonie in de Duitse Bond stond Frederik Willem steeds aan de kant van het laatstgenoemde land. In de Pruisisch-Oostenrijkse Oorlog (1866) weigerde hij ondanks het feit dat zijn hoofdstad Kassel was bezet toe te treden tot de Noord-Duitse Bond. Omdat hij niet de moeite had genomen zijn residentie te verlaten liet Pruisen hem op 23 juni als gevangene naar Stettin overbrengen. Hessen-Kassel werd in datzelfde jaar door Pruisen geannexeerd. In een verdrag met dit land kwam Frederik Willem op 17 september 1866 overeen tegen een schadeloosstelling zijn onderdanen van hun plicht jegens hem te ontslaan, hoewel hij niet officieel afstand deed.
Frederik Willem bleef desondanks zodanig tegen de Pruisische heerschappij fulmineren dat zijn toelage in 1869 bevroren werd. Ook na de stichting van het Duitse Keizerrijk (1871) bleef hij zich inzetten voor herstel van zijn troon. Hij stierf in 1875.

## Kinderen
Frederik Willem was sinds 26 juni 1831 morganatisch gehuwd met Gertrude Falkenstein, die hij tot gravin van Schaumburg (1831) en vorstin van Hanau (1833) verhief. Uit het huwelijk werden negen kinderen geboren, die de titel prins(es) van Hanau droegen.
- Augusta Marie Gertrude (1829-1887), gehuwd met Ferdinand Max zu Isenburg und Büdingen
- Alexandrine (1830-1871), gehuwd met Felix Eugen Wilhelm Ludwig Albrecht Karl zu Hohenlohe-Öhringen
- Frederik Willem (1832-1889), gehuwd met Auguste Birnbaum (1856), daarna met Ludowika Gloede (1875)
- Maurits (1834-1889), gehuwd met Anne von Lossberg
- Willem (1836-1902), gehuwd met Elisabeth, dochter van George Willem van Schaumburg-Lippe
- Marie (1839-1917), gehuwd met Willem van Hessen-Philippsthal-Barchfeld
- Karel (1840-1905), gehuwd met Hermine Grote
- Hendrik (1842-1917), gehuwd met Martha Riegel
- Filips (1844-1914), gehuwd met Albertine Hubatschek-Stauber

## Voorouders
| Kwartierstaat van Frederik Willem I van Hessen-Kassel | Kwartierstaat van Frederik Willem I van Hessen-Kassel                                   | Kwartierstaat van Frederik Willem I van Hessen-Kassel                                   | Kwartierstaat van Frederik Willem I van Hessen-Kassel                                   | Kwartierstaat van Frederik Willem I van Hessen-Kassel                                   | Kwartierstaat van Frederik Willem I van Hessen-Kassel                                        | Kwartierstaat van Frederik Willem I van Hessen-Kassel                                        | Kwartierstaat van Frederik Willem I van Hessen-Kassel                                                    | Kwartierstaat van Frederik Willem I van Hessen-Kassel                                                    |
| ----------------------------------------------------- | --------------------------------------------------------------------------------------- | --------------------------------------------------------------------------------------- | --------------------------------------------------------------------------------------- | --------------------------------------------------------------------------------------- | -------------------------------------------------------------------------------------------- | -------------------------------------------------------------------------------------------- | --- | --- |
| Overgrootouders                                       | Frederik II van Hessen-Kassel (1720-1785) ∞ 1705 Maria van Hannover (1723-1772)         | Frederik II van Hessen-Kassel (1720-1785) ∞ 1705 Maria van Hannover (1723-1772)         | Frederik V van Denemarken (1723-1766) x Louise van Hannover (1724-1751)                 | Frederik V van Denemarken (1723-1766) x Louise van Hannover (1724-1751)                 | August Willem van Pruisen (1722–1758) ∞ 1742 Amalia van Brunswijk-Wolfenbüttel (1722–1780)   | August Willem van Pruisen (1722–1758) ∞ 1742 Amalia van Brunswijk-Wolfenbüttel (1722–1780)   | Lodewijk IX van Hessen-Darmstadt (1719–1790) ∞ 1741 Henriëtte Caroline van Palts-Zweibrücken (1721–1774) | Lodewijk IX van Hessen-Darmstadt (1719–1790) ∞ 1741 Henriëtte Caroline van Palts-Zweibrücken (1721–1774) |
| Grootouders                                           | Willem I van Hessen-Kassel (1743-1821) ∞ Wilhelmina Caroline van Denemarken (1747-1820) | Willem I van Hessen-Kassel (1743-1821) ∞ Wilhelmina Caroline van Denemarken (1747-1820) | Willem I van Hessen-Kassel (1743-1821) ∞ Wilhelmina Caroline van Denemarken (1747-1820) | Willem I van Hessen-Kassel (1743-1821) ∞ Wilhelmina Caroline van Denemarken (1747-1820) | Frederik Willem II van Pruisen (1744–1797) ∞ 1769 Frederika van Hessen-Darmstadt (1751–1805) | Frederik Willem II van Pruisen (1744–1797) ∞ 1769 Frederika van Hessen-Darmstadt (1751–1805) | Frederik Willem II van Pruisen (1744–1797) ∞ 1769 Frederika van Hessen-Darmstadt (1751–1805)             | Frederik Willem II van Pruisen (1744–1797) ∞ 1769 Frederika van Hessen-Darmstadt (1751–1805)             |
| Ouders                                                | Willem II van Hessen-Kassel (1777-1847) ∞ Augusta van Pruisen (1780-1841)               | Willem II van Hessen-Kassel (1777-1847) ∞ Augusta van Pruisen (1780-1841)               | Willem II van Hessen-Kassel (1777-1847) ∞ Augusta van Pruisen (1780-1841)               | Willem II van Hessen-Kassel (1777-1847) ∞ Augusta van Pruisen (1780-1841)               | Willem II van Hessen-Kassel (1777-1847) ∞ Augusta van Pruisen (1780-1841)                    | Willem II van Hessen-Kassel (1777-1847) ∞ Augusta van Pruisen (1780-1841)                    | Willem II van Hessen-Kassel (1777-1847) ∞ Augusta van Pruisen (1780-1841)                                | Willem II van Hessen-Kassel (1777-1847) ∞ Augusta van Pruisen (1780-1841)                                |
| Frederik Willem I van Hessen-Kassel (1802-1875)       |                                                                                         |                                                                                         |                                                                                         |                                                                                         |                                                                                              |                                                                                              | | |